# Боґушувка (Мазовецьке воєводство)
Боґушувка (пол. Boguszówka) — село в Польщі, у гміні Ґневошув Козеницького повіту Мазовецького воєводства.
Населення — 279 осіб (2011).
У 1975-1998 роках село належало до Радомського воєводства.

## Демографія
Демографічна структура станом на 31 березня 2011 року:
|          | Загалом | Допрацездатний вік | Працездатний вік | Постпрацездатний вік |
| -------- | ------- | ------------------ | ---------------- | -------------------- |
| Чоловіки | 140     | 28                 | 105              | 7                    |
| Жінки    | 139     | 25                 | 84               | 30                   |
| Разом    | 279     | 53                 | 189              | 37                   |